# Schizopera rybnikovi
Schizopera rybnikovi is een eenoogkreeftjessoort uit de familie van de Miraciidae. De wetenschappelijke naam van de soort is voor het eerst geldig gepubliceerd in 2005 door Chertoprud & Kornev.